# SolidaritéS
Pour les articles homonymes, voir Alternative socialiste et Solidarité.
solidaritéS est un parti politique de gauche anticapitaliste, écologiste et féministe, présent en Suisse romande, dans les cantons de Genève, Vaud, Neuchâtel et Fribourg.
solidaritéS publie un bimensuel du même nom.

## Histoire
solidaritéS est fondé en 1992 à Genève à partir du regroupement de deux petites formations de la gauche issue de 68 — le Parti socialiste ouvrier (ex-Ligue marxiste révolutionnaire), et pour le communisme, d'origine marxiste — [réf. souhaitée] , ainsi que de plusieurs dizaines de militants politiquement inorganisés du mouvement syndical et associatif. Sur le plan électoral, il participe à la constitution de l'Alliance de gauche (AdG) en 1993, avec le Parti du travail et un groupe d'indépendants de gauche. En 2003, solidaritéS réussit à faire élire Pierre Vanek au conseil national.
L'AdG se scinde lors des élections cantonales du 13 novembre 2005, le PdT et les indépendants présentant leur propre liste (6,9 %) et le mouvement SolidaritéS présentant la sienne (6,7 %). Du fait de cette division, aucune d'entre elles n'obtient le quorum de 7 % exigé pour obtenir une représentation au Grand Conseil. L'AdG ne s'en relèvera pas [réf. souhaitée] . SolidaritéS continuera cependant à promouvoir le regroupement des mêmes forces, auquel s'adjoindra désormais le petit groupe des Communistes, dans le cadre de la nouvelle coalition À gauche toute ! Genève, en septembre 2006, fondée désormais sur les décisions d'assemblées générales communes de l'ensemble des militants [réf. souhaitée] .
Cette nouvelle tentative conduira cependant à une nouvelle impasse, sanctionnée par la décision du Parti du travail de présenter une liste séparée aux élections nationales du 21 octobre 2007. Prenant acte de ces évolutions, solidaritéS a annoncé la tenue d'un congrès en mai 2008 à Genève, suivi d'un congrès en novembre au niveau inter-cantonal, pour débattre de l'évolution du contexte politique et du projet de construction d'une force politique anticapitaliste en Suisse [réf. souhaitée] . En octobre 2013, solidaritéS est à nouveau représenté au Grand Conseil genevois, dans le cadre d'une alliance de la gauche radicale dénommée « Ensemble à gauche ». Le groupe se maintient au parlement cantonal genevois lors des élections de 2018 avec neuf sièges (dont 6 pour des membres de solidaritéS) et 7,8 % des suffrages exprimés. En 2019, solidaritéS obtient une élue au Conseil national, la Genevoise Jocelyne Haller, qui cède sa place à Stefanie Prezioso. solidaritéS rate de peu la conquête d'un deuxième siège dans le canton de Vaud.
Parallèlement au canton de Genève, le parti solidaritéS se développe dans d'autres cantons de Suisse romande, prioritairement Vaud et Neuchâtel. Ainsi, en 2008, SolidaritéS dispose de deux élus au niveau du Grand Conseil vaudois (Jean-Michel Dolivo, Anne Papilloud) et de quatre élus au parlement de la ville de Lausanne, siégeant au sein du groupe À gauche toute!. Aux élections cantonales de 2017, SolidaritéS maintient deux élus au parlement cantonal du canton de Vaud (Jean-Michel Dolivo, Hadrien Buclin); ceux-ci siègent au sein du groupe Ensemble à gauche, qui compte cinq élus sur 150 sièges. Dans le canton de Neuchâtel, solidaritéS dispose notamment de trois élus au législatif communal de la ville de Neuchâtel, siégeant au sein du groupe Popvertsol, et d'un élu à l'exécutif de la ville entre 2004 et 2011.
En 2008, les sections de Genève et de Vaud participent au lancement d'initiatives cantonales pour le « droit à un salaire minimum » garanti par la constitution. En 2009, ces initiatives sont jugées non-conformes à la constitution cantonale par les parlements respectifs de Vaud et Genève dominés par une majorité bourgeoise,. solidaritéS dépose dans les deux cantons un recours contre ces décisions et dénonce dans ces invalidations une « violation des droits populaires ». Le Tribunal fédéral donne raison à solidaritéS et annule la décision du Grand Conseil genevois car l'initiative n'est pas « manifestement contraire au droit supérieur ».
En mars 2009, solidaritéS tient son premier congrès, durant lequel l'organisation adopte un certain nombre de textes d'orientation politique commune, sur le socialisme du XXIe siècle, l'écologie et le féminisme [réf. souhaitée] . Le congrès adopte également une résolution qui vise à se distancer des gestions gouvernementales de la gauche plurielle et qui exclut les accords de gouvernement avec le Parti socialiste et Les Verts [réf. souhaitée] .
En 2017, solidaritéS annonce la création d'une nouvelle section dans le canton de Fribourg. Cette même année, le parti fait aboutir, aux côtés d'autres forces syndicales mais contre l'avis du Parti socialiste suisse, un référendum contre le report de l'âge de la retraite des femmes de 64 à 65 ans. En 2018, solidaritéS Vaud, aux côtés du POP, fait campagne en faveur d'une initiative populaire cantonale pour le remboursement des soins dentaires, qui est rejetée par 57,5 % du corps électoral. En 2019, Jean-Michel Dolivo, une figure publique du mouvement, quitte le Grand Conseil vaudois après 12 ans de mandat. En 2022, solidaritéS Vaud contribue à faire aboutir une initiative populaire cantonale pour la gratuité des transports publics. Celle-ci est ensuite invalidée par le Conseil d’État, une décision confirmée par la Cour constitutionnelle à la suite d'un recours du comité d’initiative.
En 2021, une trentaine de militants dissidents de solidaritéS quittent le parti pour fonder la Liste d'Union Populaire. À la suite de cette scission, les deux listes concurrentes de la gauche radicale genevoise échouent à maintenir une représentation au Conseil national et au Grand Conseil.
En réaction à la guerre menée par Israël dans la bande de Gaza en 2023-2024, solidaritéS s’investit fortement dans le mouvement de soutien à la Palestine. Le parti s’investit également dans la solidarité avec la population ukrainienne à la suite de l’agression militaire par le régime de Poutine. 

## Doctrine politique
solidaritéS se réclame de la gauche anticapitaliste, écologiste, féministe et antiraciste. L'organisation prône une transformation révolutionnaire de la société sur des bases socialistes et démocratiques.

## Principales activités
SolidaritéS s'investit dans les mouvements sociaux ; ses membres militent activement dans les organisations syndicales, dans diverses associations du mouvement ouvrier, dans le mouvement altermondialiste et sont actifs dans bien d'autres activités liées à la lutte des classes (mouvement des sans-papiers, grèves, mouvement anti-guerre, défense des victimes de l'amiante, lutte contre le racisme, mouvements féministes, etc.)[source insuffisante].
Le mouvement mène aussi des campagnes électorales dans les trois principaux cantons où il est actif (Genève, Vaud, Neuchâtel). Pierre Vanek a été élu au Conseil national (chambre basse) de 2002 à 2007 [réf. souhaitée] .

## Relations internationales
D'un point de vue international, solidaritéS appartient au réseau de la Gauche anticapitaliste européenne et participe régulièrement à ses conférences, aux côtés du Nouveau Parti anticapitaliste (France), du Parti socialiste des travailleurs (Royaume-Uni), de Parti du respect (Royaume-Uni), du Bloc de gauche (Portugal), de la Liste de l'unité (Danemark), etc. solidaritéS possède également le statut d'observateur permanent de la Quatrième Internationale - Secrétariat unifié [réf. souhaitée] .

## Section jeunesse
Les différentes sections de SolidaritéS comportent aussi des sections de jeunesse, qui se nomment SolidaritéS jeune. Ces dernières sont très actives dans les différents mouvements sociaux. Notamment la Grève pour le climat, la grève féministe ,etc. Les différentes sections des jeunesses organisent régulièrement des actions, des conférences, des débats et autres activités militantes. Une grande partie du travail qui est effectuée est dirigée dans la formation des jeunes à une pensée critique et révolutionnaire. En 2019, la section Genevoise de la jeunesse change de nom et devient Jeunesse Solidaire.

## Résultats électoraux

### Élections cantonales

#### Élections du Grand Conseil genevois
| Année | Liste                                                            | %     | Sièges   |
| ----- | ---------------------------------------------------------------- | ----- | -------- |
| 1993  | Alliance de gauche (Solidarités-Indépendants)                    | 18,97 | 21 / 100 |
| 1997  | Alliance de gauche                                               | 17,11 | 19 / 100 |
| 2001  | Alliance de gauche (Parti du travail – Indépendants-solidarités) | 13,03 | 13 / 100 |
| 2005  | solidaritéS                                                      | 6,67  | 0 / 100  |
| 2009  | solidaritéS-Parti du Travail                                     | 6,40  | 0 / 100  |
| 2013  | Ensemble à gauche (sol - DAL - PdT)                              | 8,75  | 9 / 100  |
| 2018  | Ensemble à gauche (sol - DAL - PdT)                              | 7,83  | 9 / 100  |
| 2023  | Ensemble à gauche (sol - DAL - Pdt)                              | 3,55  | 0 / 100  |

#### Élections du Grand Conseil vaudois
| Année | Liste                                                                                     | %    | Sièges  |
| ----- | ----------------------------------------------------------------------------------------- | ---- | ------- |
| 2007  | À Gauche toute ! (solidaritéS - POP)                                                      | 4,35 | 5 / 150 |
| 2012  | La Gauche (solidaritéS - POP)                                                             | ?    | 4 / 150 |
| 2017  | Ensemble à Gauche (solidaritéS - Décroissance Alternatives) - POP                         | 4,52 | 5 / 150 |
| 2022  | Ensemble à Gauche (solidaritéS - Décroissance Alternatives - Solidarité & Écologie) - POP | 5,55 | 7 / 150 |